# Len Wein
Pour les articles homonymes, voir Wein.
 (septembre 2017).
Si vous disposez d'ouvrages ou d'articles de référence ou si vous connaissez des sites web de qualité traitant du thème abordé ici, merci de compléter l'article en donnant les références utiles à sa vérifiabilité et en les liant à la section « Notes et références ».
Compléments
créateur de Swamp Thing, Wolverine, Tornade
Leonard Norman Wein, dit Len Wein (né le 12 juin 1948 à New York (État de New York) et mort le 10 septembre 2017 à Los Angeles en Californie), est un éditeur et scénariste américain de bandes dessinées.
Il est notamment connu pour avoir créé le super-héros Wolverine et pour avoir relancé les X-Men en 1975 (la série était arrêtée depuis 1970).

## Biographie

### Les débuts
Fan de comics depuis son enfance, quand son père lui amenait des comics lors de ses séjours à l'hôpital, Len Wein se prend de passions pour les super-héros. 
À l'adolescence, il rencontre le jeune Marv Wolfman qui deviendra lui aussi scénariste. Ensemble, ils participent aux « tours de présentation » organisés dans les bureaux de DC Comics. Len Wein pense à l'époque à devenir dessinateur. Mais finalement, l'éditeur Joe Orlando engage Wein & Wolfman comme scénaristes. Il travaille ensuite pour des séries de super-héros (Teen Titans) ou des anthologies (House of Secrets, Secrets Hearts).

### Les travaux marquants

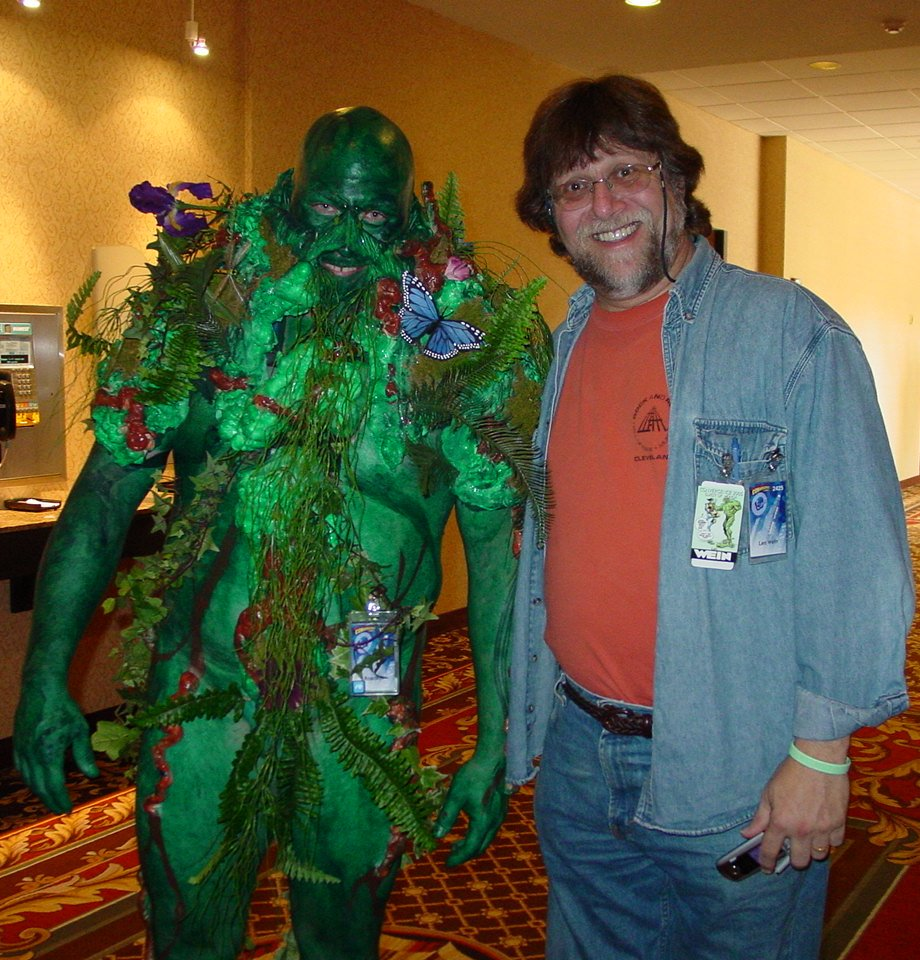
Len Wein et un cosplayer déguisé en Swamp Thing au CONvergence de 2005.

Wein et l'artiste Bernie Wrightson créent ensuite le personnage horrifique Swamp Thing dans l'anthologie House of Secrets. Ce personnage deviendra au fil des années un pilier de l'univers DC, apparaissant dans plusieurs séries. Il quitte ensuite DC pour Marvel Comics où il devient un des scénaristes les plus importants, faisant partie de la première vague d'auteurs à succéder à Stan Lee, aux côtés de Gerry Conway, Roy Thomas, etc. Chez Marvel, Len Wein reprend des séries comme L'Incroyable Hulk, Spider-Man ou encore Thor. C'est dans L'Incroyable Hulk qu'il introduit Wolverine. Attaché à son personnage, Len Wein décide de l'introduire dans la nouvelle formule d'une série secondaire : Les X-Men. En effet, en 1975, il s'associe à Dave Cockrum pour relancer la série, qui s'était arrêtée faute de succès. Écrivant les trois premiers numéros, il introduit de nouveaux personnages (Diablo, Colossus, Tornade) et modernise les thématiques de la série. Celle-ci est vite reprise par Chris Claremont qui en fera l'une des plus grandes « franchises » de l'éditeur Marvel.
À la fin des années 1970, Wein quitte Marvel et retourne chez DC en tant que scénariste ou éditeur sur plusieurs séries phares) (Batman, Green Lantern, Camelot 3000, The New Teen Titans, Batman and the Outsiders). C'est également en tant qu'éditeur qu'il supervise dans les années 80 la série Watchmen réalisée par Alan Moore et Dave Gibbons qui révolutionne le monde des super-héros et devient l'une des bandes dessinées les plus importantes du medium.

### La suite de la carrière

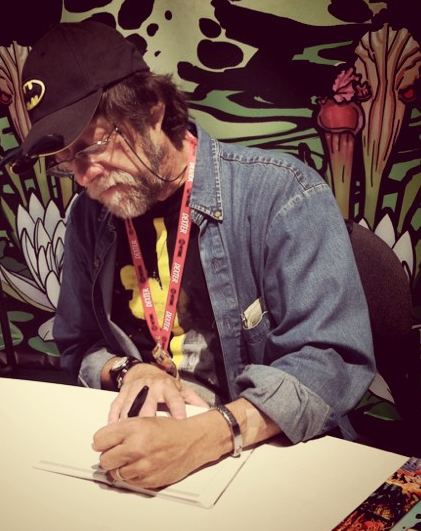
Len Wein en 2011

Dans les années 1990, Len Wein travaille sur plusieurs séries animées telles que X-Men, Batman, Spider-Man, Street Fighter, ExoSquad, ou Godzilla, Les Aventures des Pocket Dragons (Pocket Dragon Adventures), Reboot. Il continue également à travailler pour les comics, notamment chez Disney. Par la suite, il collabore à la série Conan Le Barbare pour Dark Horse Comics ou aux adaptations en comics des séries Les Simpson ou Futurama. Toujours prêt à se diversifier, il coécrit également une adaptation en jeu vidéo de la série Watchmen. Reconnu comme un des créateurs majeurs des comics des années 1960 à 70, Len Wein apparaît régulièrement dans des conventions, documentaires, conférences ou Bonus de DVD pour faire part de son expérience.

## Ouvrages
- Swamp Thing
- Ligue de justice d'Amérique (DC Comics)
- Microbotics (produit dérivé)
- Iron Man
- Amazing Spider-Man
- Hulk
  - Incredible Hulk : « Stalker from the Stars » avec Ron Goulart & Marv Wolfman
- Les Quatre Fantastiques
- Thor
- Strange Tales
- Detective Comics
- Phantom 2040
- Wonder Woman (scénariste & éditeur)
- X-Men & Wolverine
- Ben 10: Alien Force

## Créations
- Brother Voodoo cocréateur Gene Colan
- Colossus cocréateur Dave Cockrum
- Tornade cocréateur Dave Cockrum
- Diablo cocréateur Dave Cockrum
- Wolverine cocréateurs Herb Trimpe & John Romita Sr.
- Thunderbird cocréateur Dave Cockrum
- Jamie Madrox (Homme-Multiple) cocréateur Chris Claremont & John Buscema
- Red Star cocréateur Marv Wolfman
- Swamp Thing
- Lucius Fox
- Mongul cocréateur Jim Starlin

### Éditeur
- All-Star Squadron
- The New Teen Titans
- World's Finest Comics
- Saga of the Swamp Thing
- The New Teen Titans (80-83)
- Watchmen (86-87) /Watchmen: The End Is Nigh (jeu 2009)

## Prix et distinctions
- 1973 : Prix Shazam du meilleur scénariste réaliste pour Swamp Thing et de la meilleure histoire réaliste pour « Dark Genesis » dans Swamp Thing n°1 (avec Berni Wrightson)
- 1977 : Prix Inkpot
- 1982 : Prix du meilleur éditeur du Comics Buyer's Guide
- 1988 : Prix Harvey spécial de l'excellence dans la production pour son travail sur Watchmen d'Alan Moore et Dave Gibbons
- 2008 : Temple de la renommée Will Eisner